# Iantinite
Iantinite é um dos diversos óxidos de urânio. É um mineral ortorrômbico, de cor violácea escura, com a fórmula UO2(OH2). Faz parte da série da becquerelite.